# Фудбалски савез Доминиканске Републике
Фудбалски савез Доминиканске Републике (енгл. Federación Dominicana de Fútbol (DFF)) је фудбалски савез Доминиканске Републике. Фудбалски савез је основан 1953. године и члан је КОНКАКАФа од 1964. године. Године 1958. савез је постао члан ФИФАе.
Фудбалски савез је одговоран за фудбалску репрезентацију Доминиканске Републике и мушку националну фудбалску лигу, Лигу Доминикана де Футбол.